# Zavana
Zavana este un gen de molii din familia Lymantriinae. Trăiește în Madagascar.
Specie tip: Zavana acroleuca (Hering, 1926)

## Specii
Câteva specii ale acestui gen sunt:
- Zavana acroleuca (Hering, 1926)
- Zavana iodnephes (Collenette, 1936)

## Legături externe
- en Baza de date a genului Lepidoptera la Muzeul de istorie naturală